# Đorđe Nikolić
Đorđe Nikolić (serbisch-kyrillisch Ђорђе Николић; * 13. April 1997 in Belgrad) ist ein serbischer Fußballtorwart.

## Karriere

### Verein
Nikolić begann seine Laufbahn beim FK Roter Stern Belgrad, bevor er in die Jugend des Stadtrivalen FK Partizan Belgrad wechselte. Im Januar 2015 schloss er sich dem Erstligisten FK Jagodina an. Bis Saisonende kam er zu keinem Ligaeinsatz für Jagodina. Am 18. Juli 2015, dem 1. Spieltag, gab er beim 0:3 gegen den FK Mladost Lučani sein Debüt in der erstklassigen SuperLiga. Bis zum Ende der Saison absolvierte der Torwart 19 Partien in der höchsten serbischen Spielklasse. Die Mannschaft stieg schlussendlich als Tabellenletzter in die zweitklassige Prva Liga ab.
Zur folgenden Spielzeit 2016/17 unterschrieb er einen Vertrag beim Schweizer Meister FC Basel. Am 1. April 2017, dem 26. Spieltag, debütierte er beim 3:0 gegen den FC St. Gallen in der Super League. Dies blieb sein einziger Profieinsatz in dieser Saison. Der FCB gewann schlussendlich erneut die Schweizer Meisterschaft. Zudem bestritt er zwei Spiele für die zweite Mannschaft in der drittklassigen Promotion League.
Zur Saison 2017/18 wurde er an den Zweitligisten FC Schaffhausen ausgeliehen. Er avancierte zum Stammtorhüter und spielte bis Ende Dezember 2017 17-mal in der zweitklassigen Challenge League. Im Januar 2018 wechselte er auf Leihbasis zum Erstligisten FC Thun. Bis zum Ende der Spielzeit kam er zu sechs Spielen in der Super League. In der Saison 2018/19 verlieh ihn der FCB an den Zweitligisten FC Aarau. Nikolić verpasste ab seiner Ankunft kein Pflichtspiel für die Aargauer. Bis Saisonende absolvierte er 33 Partien in der Challenge League und zwei Spiele im Schweizer Cup; Aarau schied in der 2. Runde gegen den Superligisten Neuchâtel Xamax aus. Die Ligaspielzeit beendete die Mannschaft auf dem 3. Rang, der zur Barrage gegen Neuchâtel Xamax berechtigte. Nach Hin- und Rückspiel verlor man auch die Barrage gegen Xamax, diesmal im Elfmeterschießen. Zur Saison 2019/20 kehrte er zum FC Basel zurück. Bis Saisonende bestritt er je fünf Partien in der Super League und im Schweizer Cup, in dem die Mannschaft im Finale dem Meister BSC Young Boys unterlag. Zudem spielte er viermal in der UEFA Europa League; der FCB schied im Viertelfinale gegen den ukrainischen Verein Schachtar Donezk aus. 2020/21 kam er erneut zu fünf Einsätzen in der Super League. Im Schweizer Cup absolvierte er eine Partie, als der FCB im Achtelfinale gegen den Zweitligisten FC Winterthur verlor. Außerdem spielte er dreimal in der Qualifikation zur Europa League; Basel verlor gegen den ZSKA Sofia aus Bulgarien in den Play-offs und qualifizierte sich somit nicht für die Endrunde eines internationalen Wettbewerbs. Für die Saison 2021/22 wurde Nikolic aus dem aktiven Kader gestrichen.

### Nationalmannschaft
Nikolić kam für einige serbische U-Nationalmannschaften zum Einsatz, bevor er am 7. Juni 2021 beim 1:1 im Freundschaftsspiel gegen Jamaika sein Debüt in der A-Nationalmannschaft gab, als er in der Startelf stand und zur zweiten Hälfte durch Marko Ilić ersetzt wurde.

## Erfolge
FC Basel
- Schweizer Meister 2017